# Storia della Mauritania
Il nome Mauritania deriva dalle antiche tribù berbere dei Mauri e dal loro regno, la Mauretania, che divenne una provincia romana nel 33 d.C. I romani chiamavano con il nome Mauri tutti i popoli nativi del Nord Africa.
Dal III al VII secolo d.C. le tribù berbere dal Nord Africa migrarono verso l'odierna Mauritania spostando il popolo dei Bafours, abitanti originari di quella zona e antenati del popolo Soninke. I Bafours erano essenzialmente agricoltori e furono una delle prime popolazioni del Sahara ad abbandonare il tradizionale stile di vita nomade. Questo popolo migrò a Sud a causa del progressivo inaridimento della zona del Sahara. A loro volta tribù berbere, arabe ed altri popoli centro-sahariani migrarono verso l'Africa occidentale.
Nell'XI secolo la piccola tribù dei Bafours si era evoluta in un grande e relativamente ricco impero (impero Sononke), che si estendeva dall'odierno stato del Ghana sino alla Mauritania includendo parte di Senegal e Mali. Allo stesso modo nel Nord Africa gli Arabi avevano conquistato gran parte della sponda sud del Mar Mediterraneo, nonché parte di Spagna, Portogallo e Sicilia. Le popolazioni berbere, seppur influenti, rimasero sostanzialmente senza potere, essendo state conquistate dall'impero Soninke.
Nel 1076 monaci guerrieri islamici attaccarono e conquistarono l'antico impero Ghana. Durante i successivi 500 anni gli Arabi, affrontando la fiera resistenza delle popolazioni locali (berbere e non berbere) riuscirono a dominare finalmente la Mauritania. La guerra mauritana dei 30 anni (1644-1674) fu l'ultimo e fallimentare tentativo di respingere gli invasori arabi.
All'inizio del XX secolo la zona fu sottoposta alla dominazione francese. Durante il periodo coloniale la popolazione locale rimase nomade, ma molti popoli sedentari, i cui antenati erano stati allontanati dalla Mauritania secoli prima, iniziarono a "ritornare" in Mauritania.
Nel 1960 il paese divenne indipendente. L'odierna capitale Nouakchott fu fondata dove sorgeva un piccolo villaggio coloniale, Ksar. In quell'anno il 90% della popolazione era ancora nomade. Con l'indipendenza, un gran numero di popoli indigeni (Haalpulaar, Soninke, Wolof) arrivarono in Mauritania, attraversando il fiume Senegal. Istruiti in francese molti di loro divennero funzionari, soldati e amministratori del nuovo stato.
Durante il periodo dal 1974 al 1975 , dopo che il Marocco aveva manifestato chiaramente la sua intenzione di occupare il Sahara occidentale, la Mauritania perseguì politiche contraddittorie. Per compiacere la comunità internazionale, da cui dipendeva la Mauritania per gli aiuti economici, il primo presidente Daddah sostenne una politica di autodeterminazione per la popolazione saharawi. Per compiacere i dominanti mauri della Mauritania, il governo introdusse il concetto di Grande Mauritania, affermando i diritti del paese su tutto il Sahara occidentale. Un terzo orientamento politico, che riconosceva la realtà del potere marocchino, richiedeva una spartizione del Sahara occidentale, che portò la Mauritania a una lunga e costosa guerriglia con il Polisario.
La parte del paese più vicina alla cultura araba cercò di arabizzare molti aspetti della società, soprattutto lingua e leggi. Si sviluppò una frattura tra chi considerava la Mauritania uno stato arabo e chi poneva maggiore importanza sugli aspetti non arabi. Questo disaccordo sulla visione della società mauritana si esternò durante gli "eventi del 1989", quando si verificarono episodi di violenza tra le due fazioni.
La tensione è ancora una delle principali caratteristiche della vita politica mauritana, ma un considerevole numero di persone, di entrambe le parti, è favorevole a una società più diversa e pluralistica.
Il 6 agosto 2008 l'esercito ha effettuato un colpo di Stato, arrestando il Capo dello Stato, il Primo ministro e il Ministro dell'Interno. Il colpo di Stato è avvenuto in seguito alla sostituzione di alcuni generali. Attualmente il Capo dello Stato è il capo delle guardie presidenziali.